# Бан Сен Мартен
Бан Сен Мартен (фр. Ban-Saint-Martin) је насељено место у Француској у региону Лорена, у департману Мозел.
По подацима из 2011. године у општини је живело 4257 становника, а густина насељености је износила 2677,36 становника/km².

## Демографија
| 1962. | 1968. | 1975. | 1982. | 1990. | 2011. |
| ----- | ----- | ----- | ----- | ----- | ----- |
| 2.954 | 3.624 | 3.815 | 3.733 | 4.066 | 4.257 |